# Tenna (Włochy)
Tenna – miejscowość i gmina we Włoszech, w regionie Trydent-Górna Adyga, w prowincji Trydent.
Według danych na rok 2004 gminę zamieszkiwało 850 osób, 283,3 os./km².